# UFC 313
UFC 313: Pereira vs. Ankalaev fue un evento de artes marciales mixtas producido por Ultimate Fighting Championship que se llevó a cabo el 8 de marzo de 2025 en el T-Mobile Arena en Paradise, Nevada, parte del Valle de Las Vegas, Estados Unidos.

## Antecedentes
Se espera que una pelea por el Campeonato de peso semipesado de UFC entre el actual campeón (también ex campeón de peso mediano) Alex Pereira y el ex retador al título Magomed Ankalaev encabece el evento.
Se espera que una pelea de peso ligero de cinco asaltos entre el ex campeón interino de peso ligero de UFC (también ex campeón de peso ligero de WSOF) Justin Gaethje y Dan Hooker sea la pelea coestelar.

## Resultados
1. ↑  Por el Campeonato de Peso Semipesado de UFC.

## Bonificaciones
Los siguientes peleadores recibieron bonificaciones de 50.000 dólares.
- Pelea de la Noche: Justin Gaethje vs. Rafael Fiziev
- Actuación de la Noche: Ignacio Bahamondes y Maurício Ruffy